# Mochudi Centre Chiefs Sporting Club
I Mochudi Centre Chiefs sono una squadra di calcio con sede nell'omonima città di Mochudi.

## Palmarès

### Competizioni nazionali
- Premier League: 5

2007-2008, 2011-2012, 2012-2013, 2014-2015, 2015-2016
- BFA Challenge Cup: 2

1991, 2008
- Orange Kabelano Charity Cup: 4

1997, 2005, 2008, 2013

### Altri piazzamenti
- BFA Challenge Cup:

Finalista: 1983, 2010, 2012

## Presenze alle competizioni internazionali
- Coppa CAF:
  - 1997: secondo turno
  - 2002: primo turno
- Coppa delle Coppe d'Africa:
  - 1992: primo turno